# Izabella Poniatowska

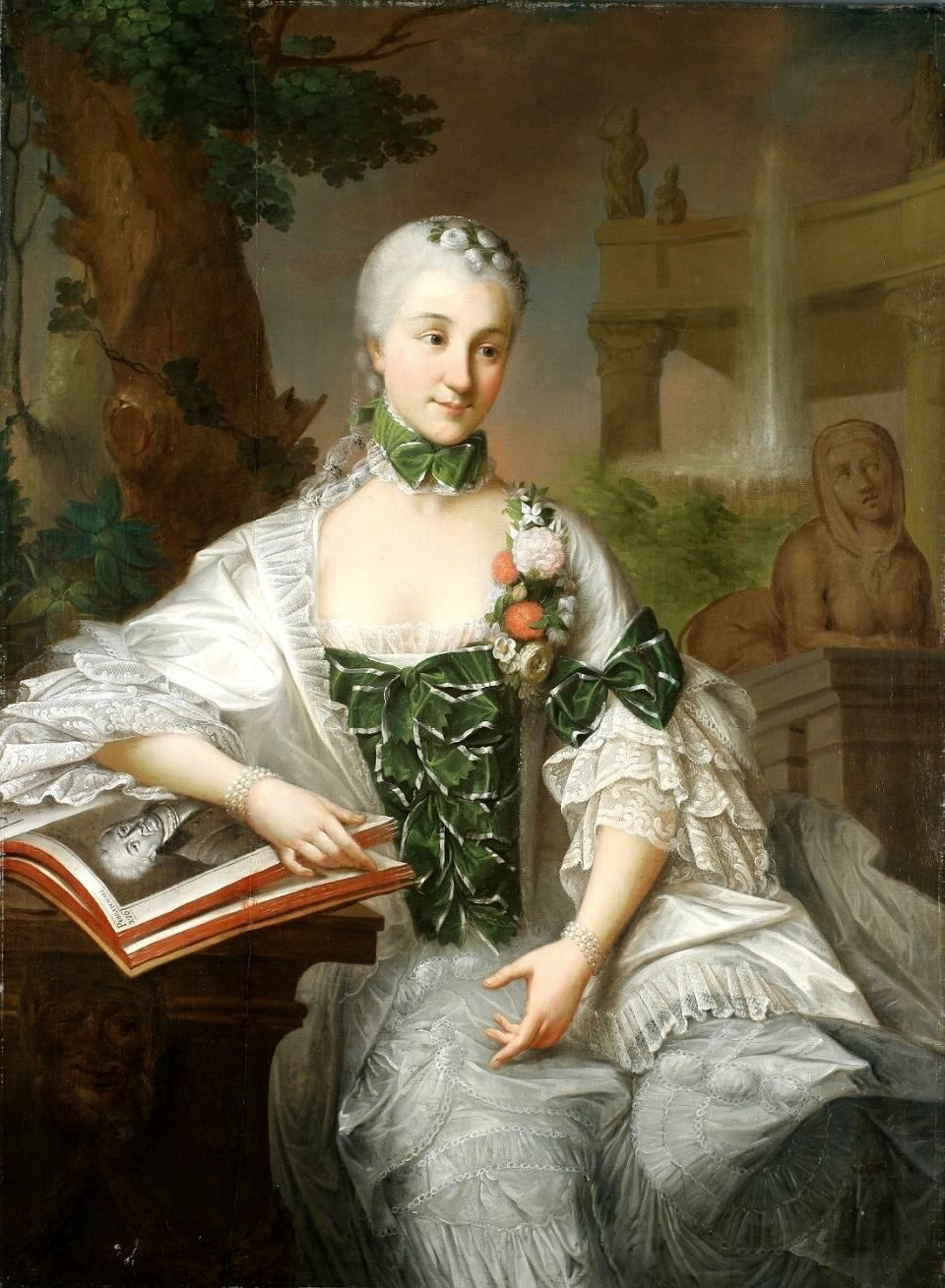
Izabella Poniatowska, målning av Marcello Bacciarelli.

Izabella Poniatowska, född 1 juli 1730 i Wołczyn, död 14 februari 1808 i Białystok, var en polsk adelskvinna, syster till kung Stanisław II August Poniatowski. 
Hon var dotter till Stanisław Poniatowski och Konstancja Czartoryska och gift med Jan Klemens Branicki. Hon ska ha varit kungens favoritsyskon, spelade en viss roll som hans rådgivare, och understödde Joachim Chreptowiczs karriär.